# Fako (Berea)
Fako (Ha-Fako) ist ein Ort im Distrikt Berea im Königreich Lesotho.

## Lage
Der Ort liegt zusammen mit Sefikeng im Nordwesten des Landes auf einer Höhe von ca. 1949 m. Der Sefikeng erhebt sich nördlich davon. Der Ort gehört zum Community Council Motanasela. Die nächstgelegenen Orte sind Koali (N) und Mokonyane (SO). 

## Klima
Das Klima ist gemäßigt warm.